# Aida de Acosta
Aida de Acosta Root Breckinridge (Elberon, 28 juli 1884 – Bedford, 26 mei 1962) was een Amerikaans luchtvaartpionier en onderneemster. Ze was de eerste vrouw die solo in een gemotoriseerd vliegtuig vloog. Later kreeg ze glaucoom, wat haar aanzette tot het strijden voor betere oogzorg. Ook werd ze directrice van de eerste oogbank van de Verenigde Staten.

## Biografie
Aida werd in 1884 geboren in Elberon als dochter van Ricardo de Acosta, directeur van een stoombootmaatschappij in Cuba, en Micaela Hernández de Alba y de Alba, een vermoedelijke afstammeling van het Huis Alva. De Acosta had zeven broers en zussen, onder wie Mercedes de Acosta en Rita de Acosta Lydig.

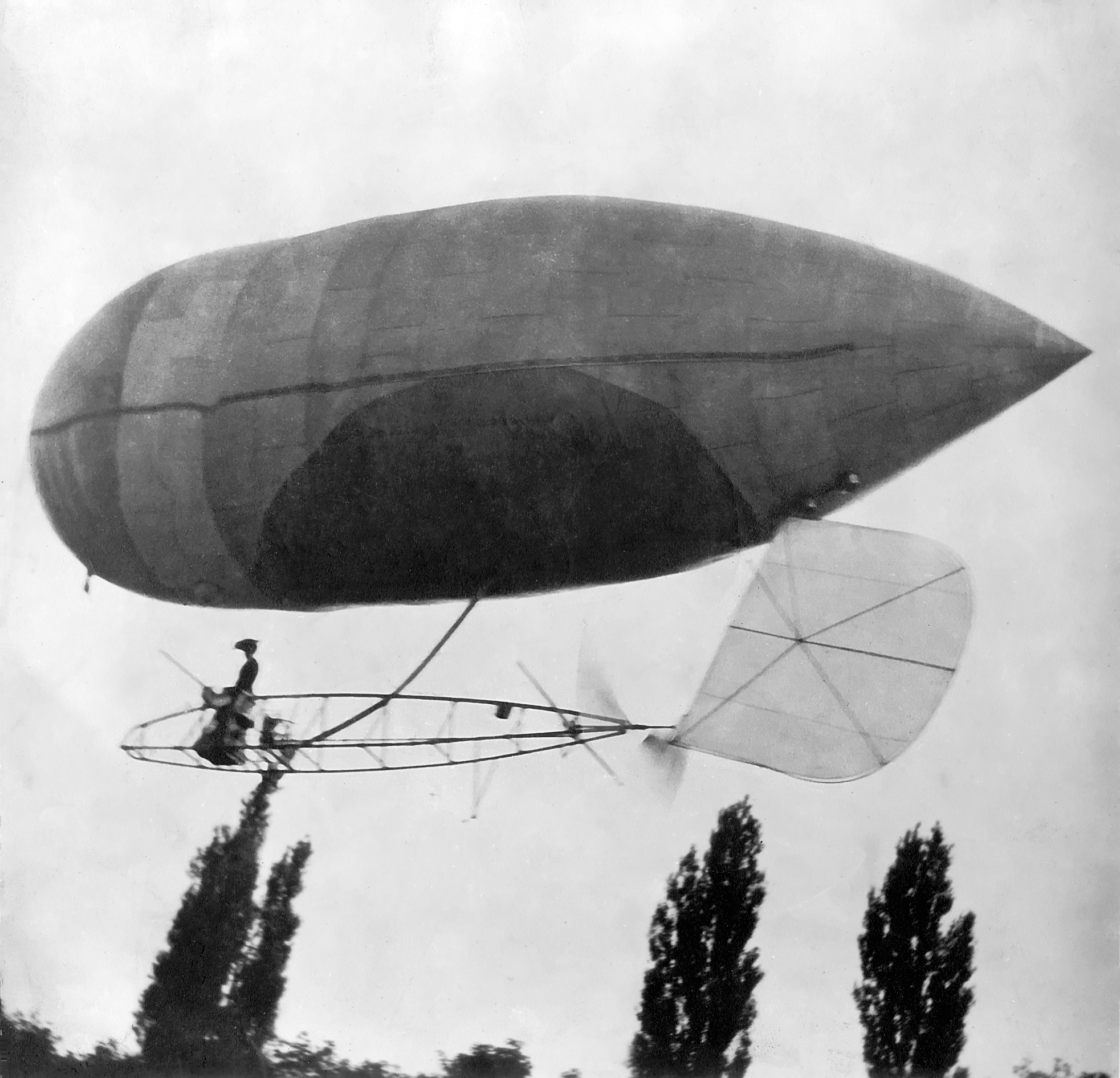
Aida de Acosta op weg naar een polowedstrijd (1903)

### Vliegenier
Op 27 juni 1903 reisde De Acosta af naar Parijs, waar ze in contact kwam met Braziliaans luchtvaartpionier Alberto Santos-Dumont. Hij liet haar zien hoe hij zijn eigen vliegtuigje, No. 9., bestuurde. De Acosta was zó onder de indruk dat ze besloot vlieglessen te nemen. Na slechts drie lessen maakte ze haar eerste vlucht in een gemotoriseerd vliegtuig, waarmee ze de eerste vrouw werd die solo een vliegtuig bestuurde. Na de landing vroeg Santos-Dumont hoe de vlucht was geweest. De Acosta antwoordde: “De vlucht was enig, Santos-Dumont”. Santos-Dumont reageerde op zijn beurt: “Mademoiselle, vous êtes la première aero-chauffeuse du monde!” (“Mejuffrouw, u bent de eerste vrouwelijke piloot ter wereld!”).
Haar eerste vlucht eindigde op het poloveld van Château de Bagatelle, ten noorden van Bois de Boulogne, waar op dat moment een Amerikaans-Brits toernooi gaande was. Toeschouwers hielpen haar uit het vliegtuig. Enige tijd later klom De Acosta weer aan boord en vloog terug naar Neuilly St. James. De vlucht had in totaal anderhalf uur geduurd.

### Oogzorg
In 1922 werd glaucoom bij De Acosta geconstateerd. Haar optometrist was de bekende arts William Wilmer, die later door Time werd uitgeroepen tot de beste oogarts die de Verenigde Staten ooit gehad heeft. Ze verloor het zicht in één oog, maar Wilmer wist haar andere oog te redden. Dit zette De Acosta aan om een fondsenwerving op te zetten. De werving leverde in 1925 drie miljoen Amerikaanse dollar op, waarmee het Wilmer Eye Institute kon worden geopend in Johns Hopkins Hospital. Dit was het eerste ooginstituut van de Verenigde Staten. In 1945 werd De Acosta directrice van de eerste oogbank van de Verenigde Staten, de Eye-Bank for Sight Restoration in New York.

## Privéleven
De Acosta huwde in 1908 met Oren Root III, zoon van Oren Root II en neef van Nobelprijswinnaar Elihu Root. Het koppel scheidde in 1922, maar kreeg wel een zoon, Oren Root IV (1911-1995), en dochter, Alva de Acosta Root (1914 - vernoemd naar Alva Belmont).
In 1927 huwde ze opnieuw, ditmaal met kolonel Henry Breckinridge. Dit huwelijk hield stand tot 1947, waarna het koppel uit elkaar ging. Breckinridge was jurist van Charles Lindbergh en assistent-secretaris van Woodrow Wilson.
De Acosta overleed in 1962 in Bedford op 77-jarige leeftijd.
- International Standard Name Identifier: 0000 0004 5559 0271
- Library of Congress Control Number: no2015161584
- Virtual International Authority File: 25145003677561340449
- WorldCat: E39PBJr3rWfk9D8HhdjGWpQ6rq